# Annona macrocalyx
Annona macrocalyx är en kirimojaväxtart som beskrevs av Robert Elias Fries. Annona macrocalyx ingår i släktet annonor, och familjen kirimojaväxter. Inga underarter finns listade i Catalogue of Life.